# John Iliopoulos
John Iliopoulos (* 1940) je řecký fyzik. Proslavil se predikcí kvarku c společně s Shledonem Lee Glashowem a Luciano Maianim (GIM mechanismus).  V roce 1974 představil Fayetův-Iliopoulosův vzorec. K roku 2016 je členem laboratoře teoretické fyziky na École Normale Supérieure.
Vystudoval Národní technickou univerzitu v Aténách, kterou ukončil v roce 1962 ziskem titulu z elektrotechniky. Pokračoval studiem na Pařížské univerzitě, kde získal doktorát. V letech 1966 - 1968 působil jako vědecký pracovník Evropské organizace pro jaderný výzkum. Následně v letech 1969 - 1971 pracoval na Harvardově univerzitě V roce 1971 se vrátil do Paříže, kde začal pracovat pro Centre national de la recherche scientifique. Dvakrát zastával post ředitele laboratoře teoretické fyziky École Normale Supérieure. V roce 1987 obdržel společně s Maianim Sakuraiovu cenu a roku 2007 obdrželi oba vědci Diracovu medaili.